# NGC 3423
NGC 3423 је спирална галаксија у сазвежђу Секстант која се налази на NGC листи објеката дубоког неба.
Деклинација објекта је + 5° 50' 24" а ректасцензија 10h 51m 14,4s. Привидна величина (магнитуда) објекта NGC 3423 износи 10,9 а фотографска магнитуда 11,6. Налази се на удаљености од 10,9000 милиона парсека од Сунца. NGC 3423 је још познат и под ознакама UGC 5962, MCG 1-28-12, CGCG 38-29, PGC 32529.